# Vattetot-sous-Beaumont
Vattetot-sous-Beaumont é uma comuna francesa na região administrativa da Normandia, no departamento de Sena Marítimo. Estende-se por uma área de 6,91 km². Em 2010 a comuna tinha 580 habitantes (densidade: 83,9 hab./km²).